# Peire de Corbiac
Peire de Corbiac o Corbian (Corbiac, ... – ...; fl. XIII secolo) è stato un chierico e trovatore guascone del XIII secolo.
Le sue opere più famose sono un componimento religioso, la Prière à la Vierge (preghiera alla Vergine) e Lo tezaurs (1225 ca.).
Peire nacque a Corbiac nei pressi di Bordeaux da una famiglia povera e venne educato a Orléans nella tradizione scolastica. Suo nipote era il trovatore Aimeric de Belenoi, la cui vida fa riferimento a lui come maestre (maestro, insegnante) e Peire altrove chiama sé stesso maistre. Certamente il Tezaur di Peire è di natura didattica: il suo scopo era quello di convincere il sapiente sul fatto che, sebbene fosse povero in termini materiali, egli era pur sempre il più ricco. Composto in 840 alessandrini, il Tezaur è una compilazione enciclopedica di tutta la nuova produzione trobadorica. L'opera mostra una conoscenza molto ampia, spendendo 547 versi a narrare i principali eventi dell'Antico e Nuovo Testamento, poi discutendo delle sette arti liberali, medicina, chirurgia, necromanzia, mitologia, le vite degli antichi greci e romani e quelle dei contemporanei francesi e inglesi.
Peire conosceva bene l'opera di Beda il Venerabile, di Giovanni Sacrobosco e di Chrétien de Troyes, fornendo in più agli storici moderni molti brani che contengono informazioni cruciali non trovate altrove. Il riferimento alla danza del Sanctus, Agnus e al Cunctipotens, sta a dimostrare che la liturgia fosse allora rappresentata. Il Tezaur contiene inoltre la prima menzione del termine contrapointamens, un secolo prima della sua comparsa nel latino come contrapunctus (l'attuale contrappunto). Il Tezaur ebbe un'influenza duratura nel  basso medioevo. Emanuele da Roma scrisse il Nono Meḥabbereth, un poema ebraico basato sul Tesoretto di Brunetto Latini, a sua volta basato sul Tezaur di Peire.
Peire era un uomo religioso, come attesta il dedicatorio all'inizio del suo Tezaur, il quale contiene una dedica a Gesù e Maria e una dichiarazione del credo  trinitario. Non sorprende, dunque, la sua preghiera alla Vergine: